# Coppa dei Campioni 1960-1961 (pallacanestro femminile)
La Coppa dei Campioni di pallacanestro femminile 1960-1961 fu la terza edizione della massima competizione europea per club.
Vinsero per la seconda volta le sovietiche della Daugava Riga, che sconfissero in finale le cecoslovacche dello Slovan Orbis Praga.

## Regolamento
Le 13 squadre partecipanti, vincitrici dei rispettivi campionati nazionali nella stagione 1959-1960, disputarono delle gare ad eliminazione diretta. Partite consistenti due turni preliminari, quarti di finale, semifinali e finale, con partite di andata e ritorno.

## Squadre partecipanti
- Daugava Riga (detentore)
- Akademik Sofia
- Slovan Orbis Praga
- Paris UC
- Maccabi Tel Aviv
- Chemie Halle
- Casablanca SC

- AZS Varsavia
- Academica Coimbra
- Rapid Bucureşti
- Picadero JC
- Chêne BBC Ginevra
- USK Tartu (seconda nel campionato sovietico)

## Risultati

### Primo turno di qualificazione
Le partite di andata vennero disputate tra il 14 e il 19 gennaio, il ritorno tra il 5 e il 19 febbraio 1961.
| Squadra 1         | Totale   | Squadra 2          | Andata  | Ritorno |
| ----------------- | -------- | ------------------ | ------- | ------- |
| Daugava Riga      | bye      | -                  | -       | -       |
| Academica Coimbra | 39 - 144 | Paris UC           | 22 - 74 | 17 - 70 |
| Casablanca SC     | 80 - 69  | Picadero JC        | 44 - 32 | 36 - 37 |
| Chêne BBC Ginevra | tav.     | Slovan Orbis Praga | 0 - 20  | 0 - 20  |
| Chemie Halle      | 84 - 149 | USK Tartu          | 49 - 71 | 35 - 78 |
| Rapid Bucureşti   | 83 - 115 | AZS Varsavia       | 39 - 38 | 44 - 77 |
| Maccabi Tel Aviv  | rit.     | -                  | -       | -       |
| Akademik Sofia    | bye      | -                  | -       | -       |

### Secondo turno di qualificazione
| Squadra 1      | Totale | Squadra 2        | Andata | Ritorno |
| -------------- | ------ | ---------------- | ------ | ------- |
| Akademik Sofia | tav.   | Maccabi Tel Aviv | 20 - 0 | 20 - 0  |
| Casablanca SC  | tav.   | Paris UC         | 20 - 0 | 20 - 0  |

### Quarti di finale
Le partite di andata vennero disputate il 13 e il 29 aprile, il ritorno il 3 e il 4 maggio 1961.
| Squadra 1          | Totale    | Squadra 2     | Andata  | Ritorno |
| ------------------ | --------- | ------------- | ------- | ------- |
| Akademik Sofia     | 137 - 136 | AZS Varsavia  | 77 - 69 | 60 - 67 |
| Slovan Orbis Praga | 136 - 68  | Casablanca SC | 80 - 42 | 56 - 26 |
| Daugava Riga       | bye       | -             | -       | -       |
| USK Tartu          | bye       | -             | -       | -       |

### Semifinali
Le partite di andata vennero disputate il 21 e il 28 maggio, il ritorno il 28 maggio e il 3 giugno 1961.
| Squadra 1      | Totale    | Squadra 2          | Andata  | Ritorno |
| -------------- | --------- | ------------------ | ------- | ------- |
| Daugava Riga   | 128 - 90  | USK Tartu          | 73 - 49 | 55 - 41 |
| Akademik Sofia | 124 - 129 | Slovan Orbis Praga | 72 - 66 | 52 - 63 |

### Finale
La partita di andata (terminata dopo un tempo supplementare) venne disputata il 17 giugno, il ritorno il 1º luglio 1961.
| Squadra 1          | Totale    | Squadra 2    | Andata  | Ritorno |
| ------------------ | --------- | ------------ | ------- | ------- |
| Slovan Orbis Praga | 114 - 148 | Daugava Riga | 77 - 76 | 37 - 72 |

## Verdetti
- Vincitrice:  Daugava Riga (2º titolo)
Formazione:[2]Ārija Rimbeniece, Dzidra Uztupe-Karamyševa, Ināra Pirtnieka, Helēna Bitnere-Hehta, Iveta Kraukle, Ligita Altberga, Guna Karlsone, Skaidrīte Smildziņa, Jolanta Kalniņa, Ingrīda Strupoviča, Silvija Ravdone, Sarmīte Martinova. All.: Oļģerts Altberg.